# Gornergrat

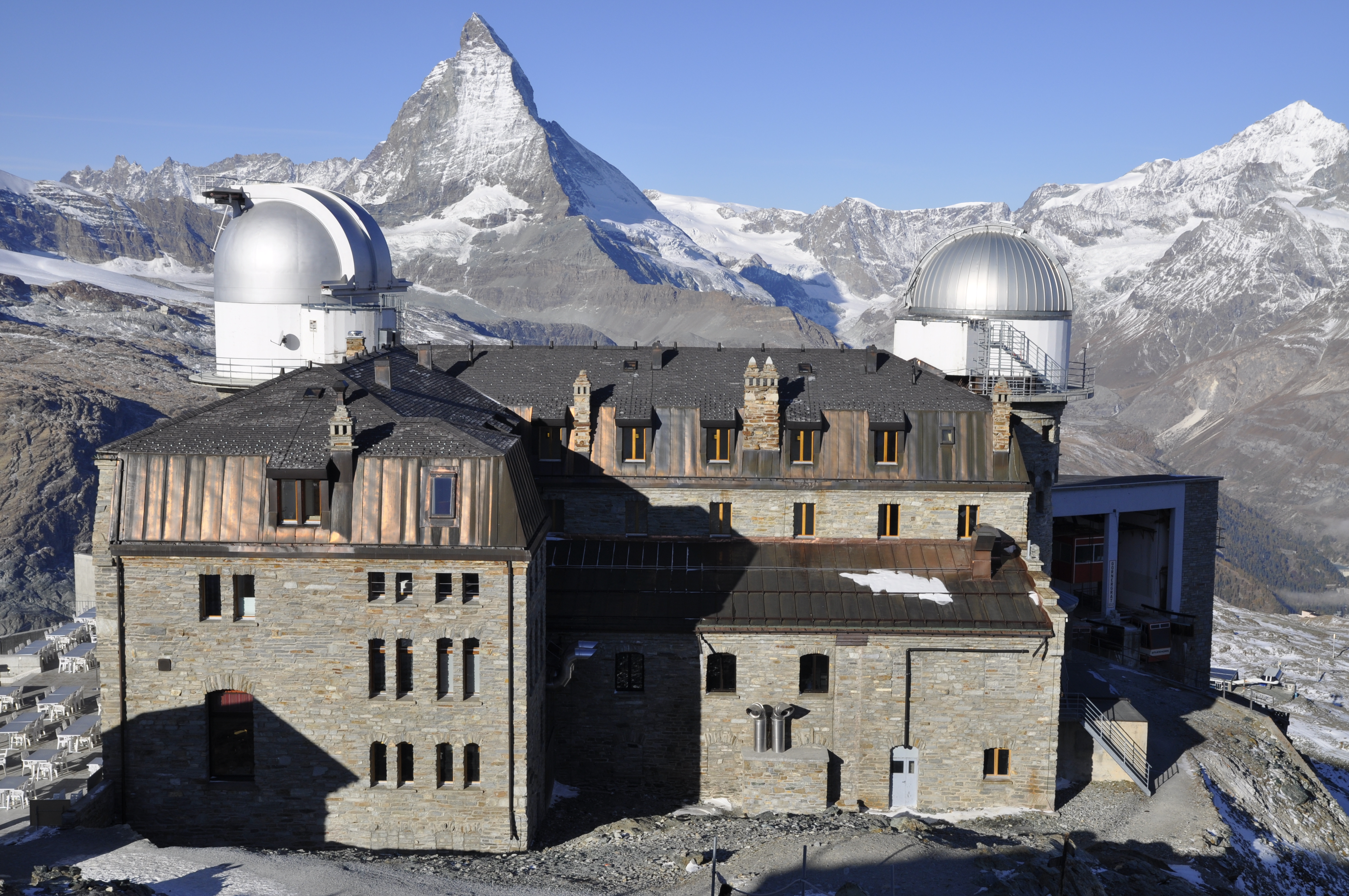
Pohled na observatoř a hotel Gornergrat z plošiny Belveder,
v pozadí Matterhorn

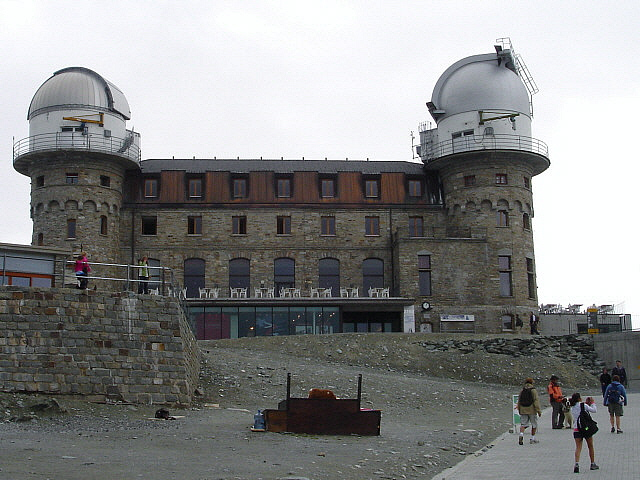
Pohled od železniční stanice

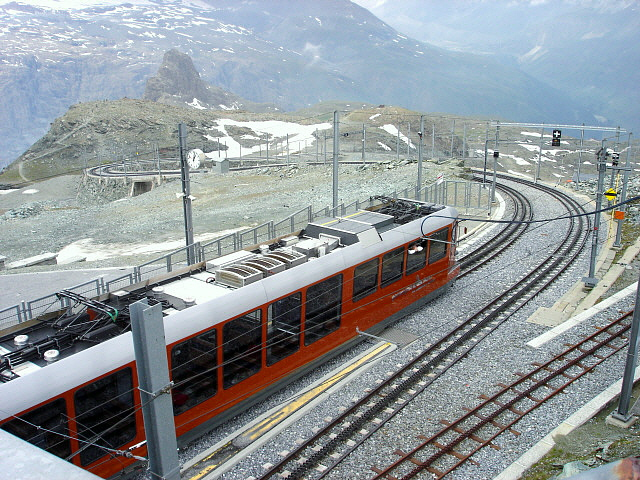
Stanice Gornergrat

Gornergrat je vrchol nacházející se 3 km jižně od Zermattu ve Švýcarském kantonu Wallis. Je vysoký 3 130 m n. m. Gornergrat leží mezi dvěma ledovci Gornergletscher a Findelgletscher a z jeho vrcholu se nabízí panoramatický pohled na více než 20 čtyřtisícových vrcholků, jakými jsou především Monte Rosa, Matterhorn a Lyskamm. Od r. 1898 leží pod vrcholkem konečná stanice Gornergrat Monte Rosa - Bahnen (GGB), která k vrcholku stoupá přes Riffelalp a Riffelberg a překonává zde výškový rozdíl 1 500 m. Konečná stanice leží ve výšce 3 089 m n. m. Na jihozápadním výčnělku vrcholku se nachází horský hotel a vědecká stanice. Z vrcholku je možno podniknout řadu horských túr, můžete zde po vyznačených cestách jezdit na horských kolech atd. Nejhezčí túru může pro někoho skýtat výlet k jezeru Riffelsee v kterém se odráží masiv Matterhornu.
Nová kabinová lanovka, která vede z vrcholku Furi na Riffelberg propojuje lyžařskou oblast Gornergrat s oblastí Malý Mattehorn.

## Historie
Rozsáhlou a úspěšnou vědeckou činnost na Gornergratu umožnila přímá a snadná dostupnost železnicí Gornergratbahn.
20. srpna 1898, po dvou letech stavby, byla otevřena železnice na Gornergrat. Byla to první elektrická ozubnicová železnice ve Švýcarsku. Zároveň došlo ke zlepšení turistické dostupnosti místa pro větší okruh zájemců.
Již v roce 1896, Joseph Perren Biner, postavil na vrcholu Gornergratu hotel Belvedere v ceně 23 000 franků. O dva roky později, když dosáhla zubačka na vrchol Gornergratu, značně se rozšířil turistický ruch. Společnost v Zermattu, která provozovala hotel, si rychle uvědomila význam Gornergratu jako turistické destinace, a postavila hotel Kulm Gornergrat v průběhu let 1897 - 1907. Stavební náklady byly v té době asi půl milionu švýcarských franků.

## Pohledy z Gornergratu

pohledy z Gornergratu
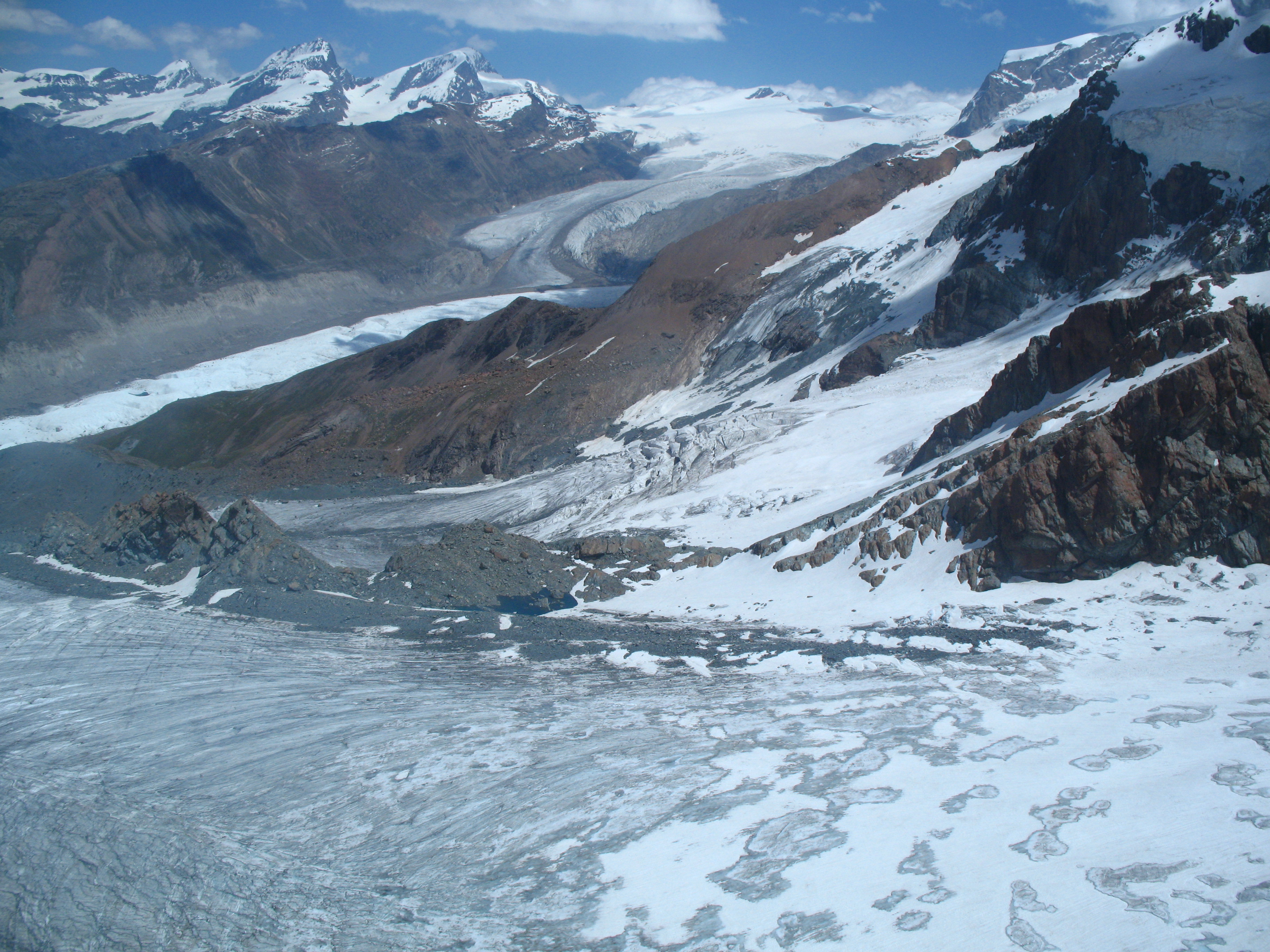
Ledovcové splazy .
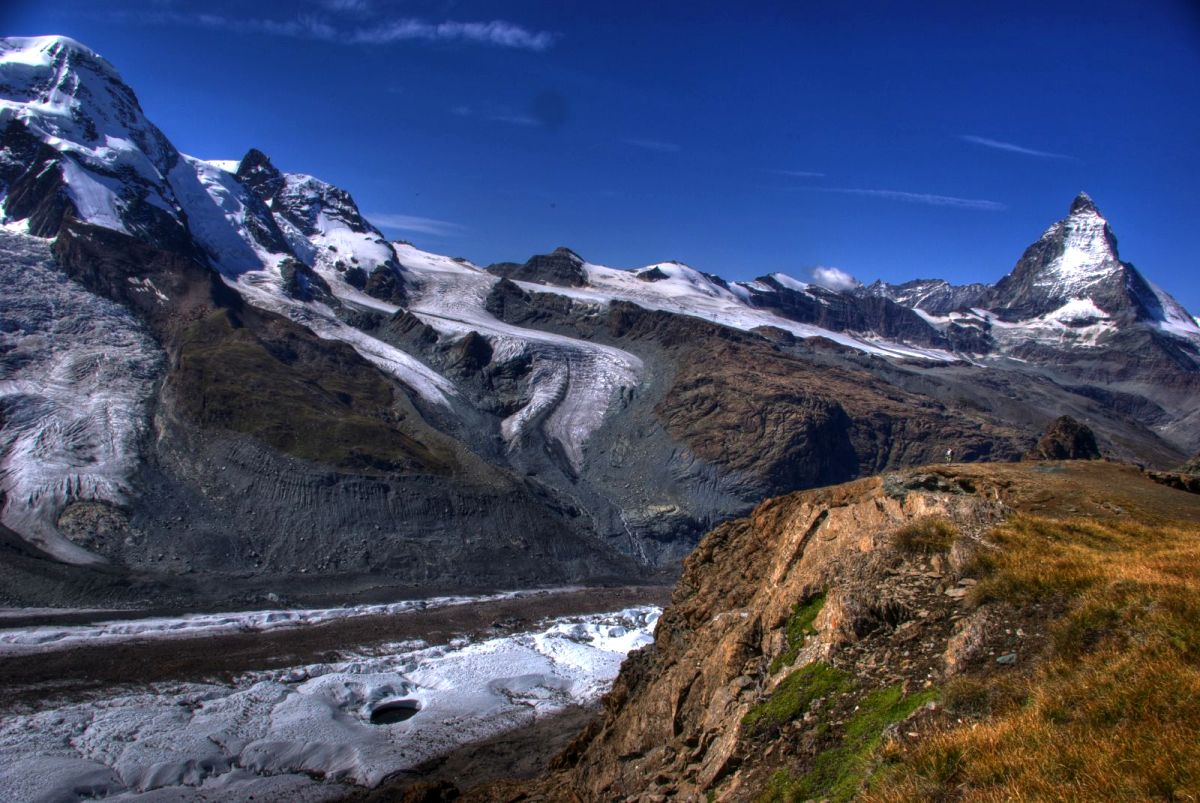
Matterhorn .
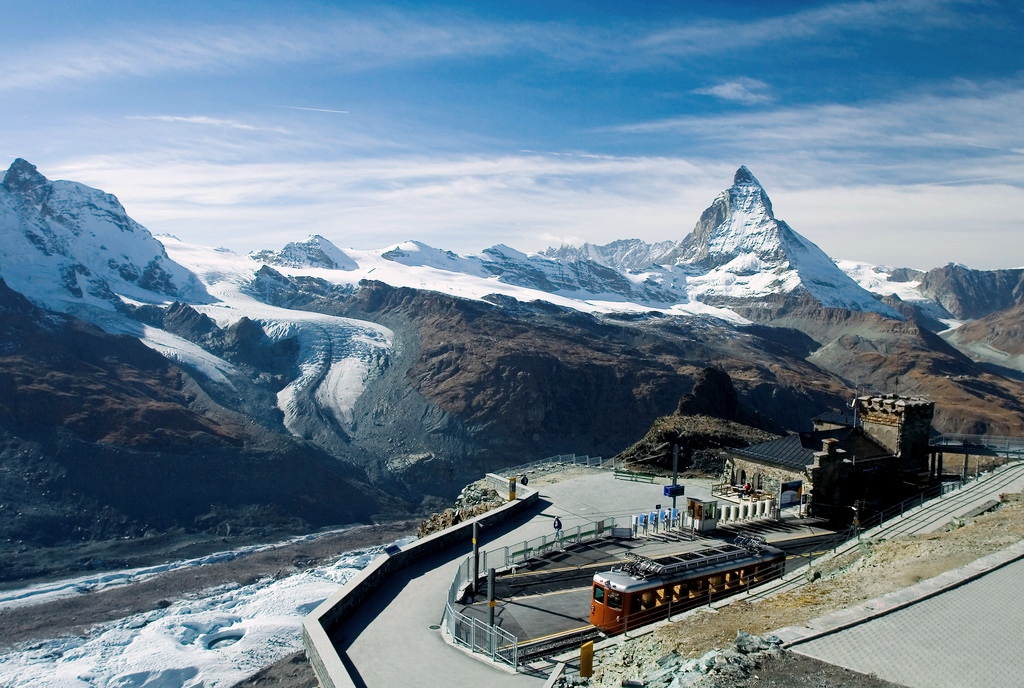
Matterhorn .
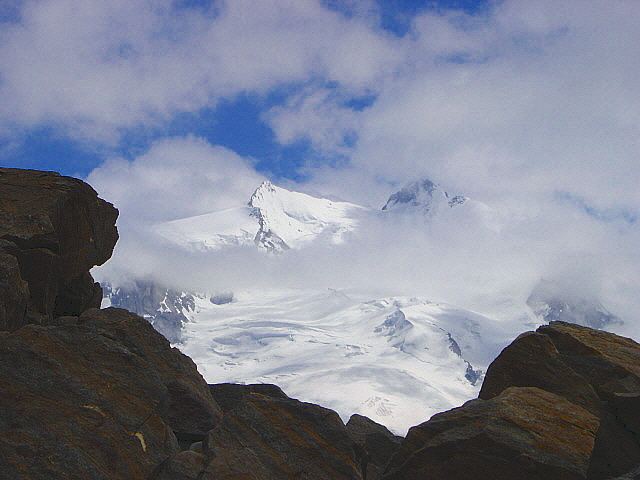
Hora Liskamm (4.430 m n. m.)
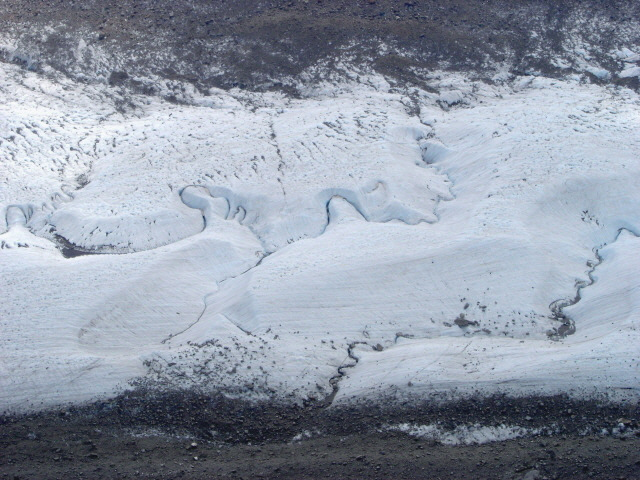
Ledovcový splaz pod Gornergratem

Poznámka: Ledovcový splaz pod Gornergratem, pohled z výšky 3.100 m n. m. na dno údolí 2.500 m n. m.

## Dostupnost
Gornergrat je přístupný celoročně po ozubnicové železnici Gornergratbahn. Cesta vlakem z Brigu, přes Zermatt trvá cca 2,5 hodiny.
Automobilová doprava do Zermattu je omezena, proto je nutno využít záchytné parkoviště ve stanici Visp a Täsch (pod Zermattem - Matterhorn Terminal) a odtud pokračovat železnicí.

## Fauna a flóra na Gornergratu

fauna a flóra na Gornergratu
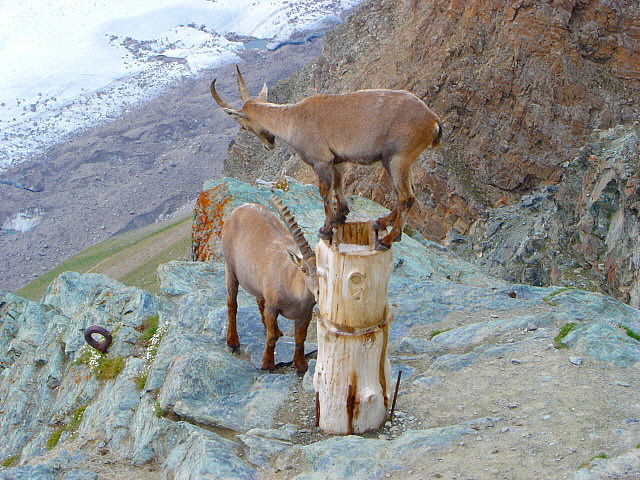
Kozorožec horský
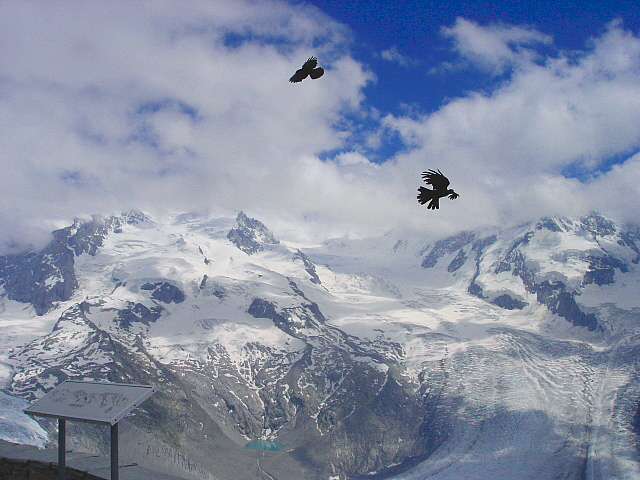
Ptáci, (v pozadí hora Liskamm)
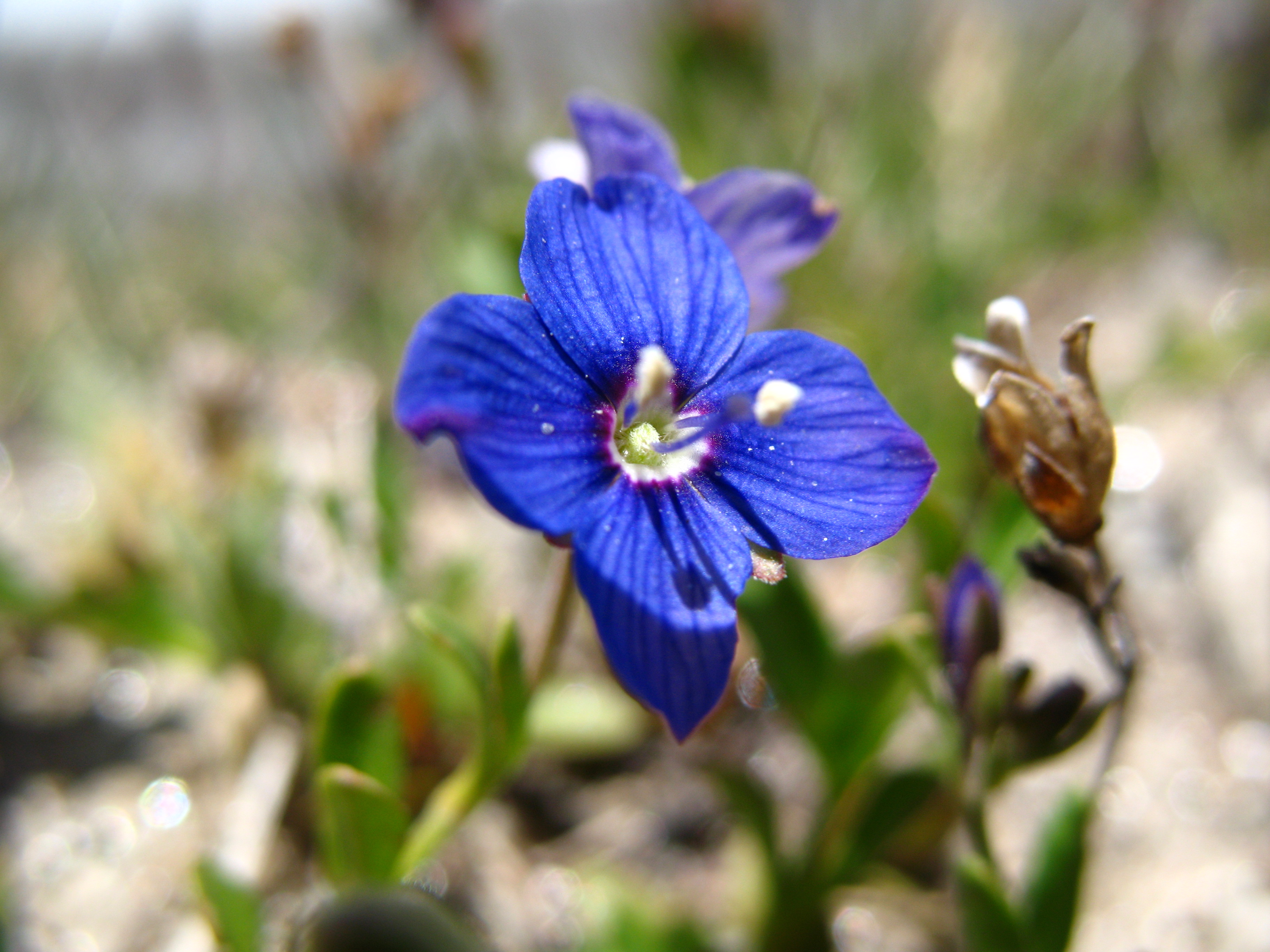
Květena .
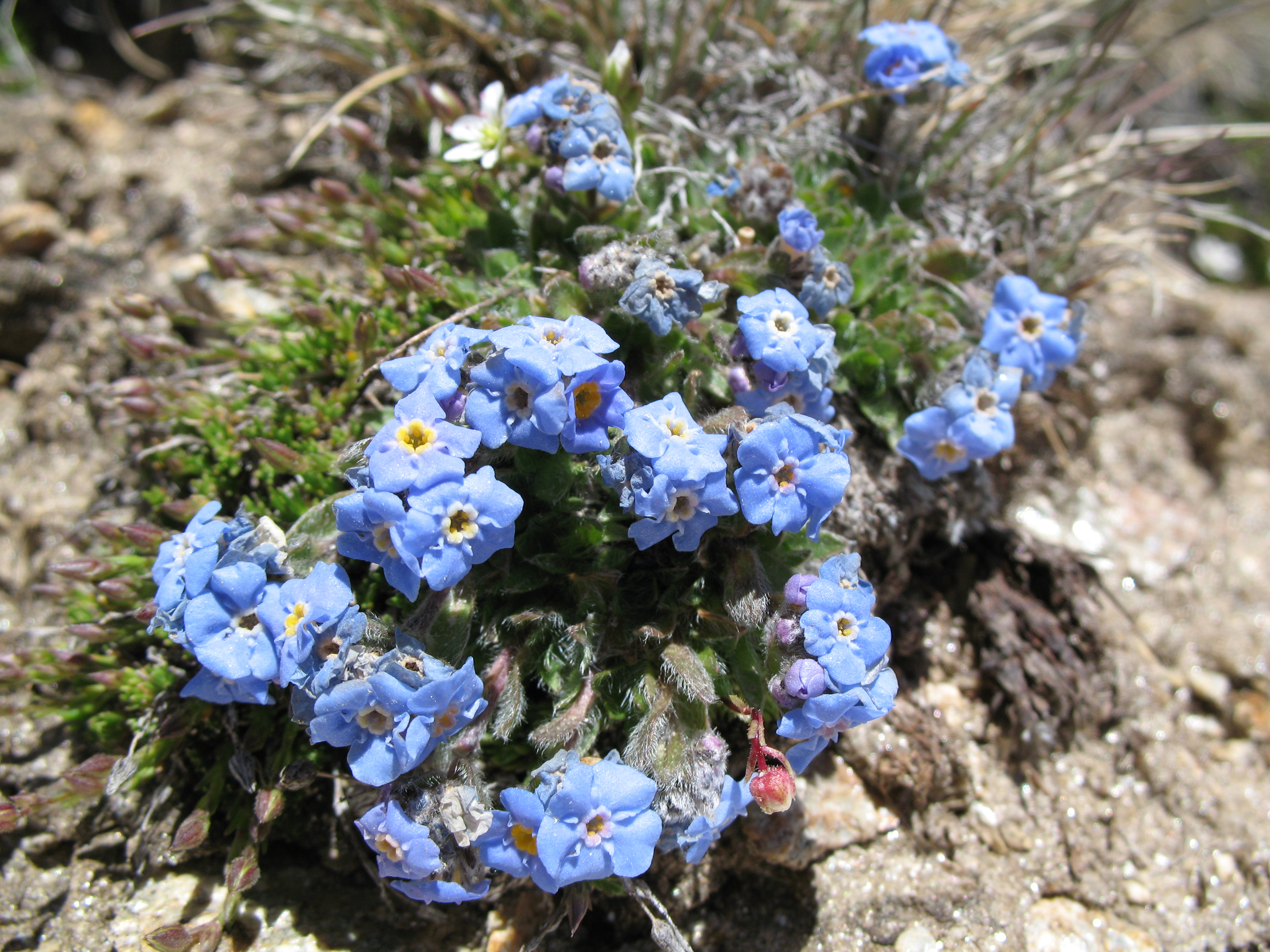
Květena .
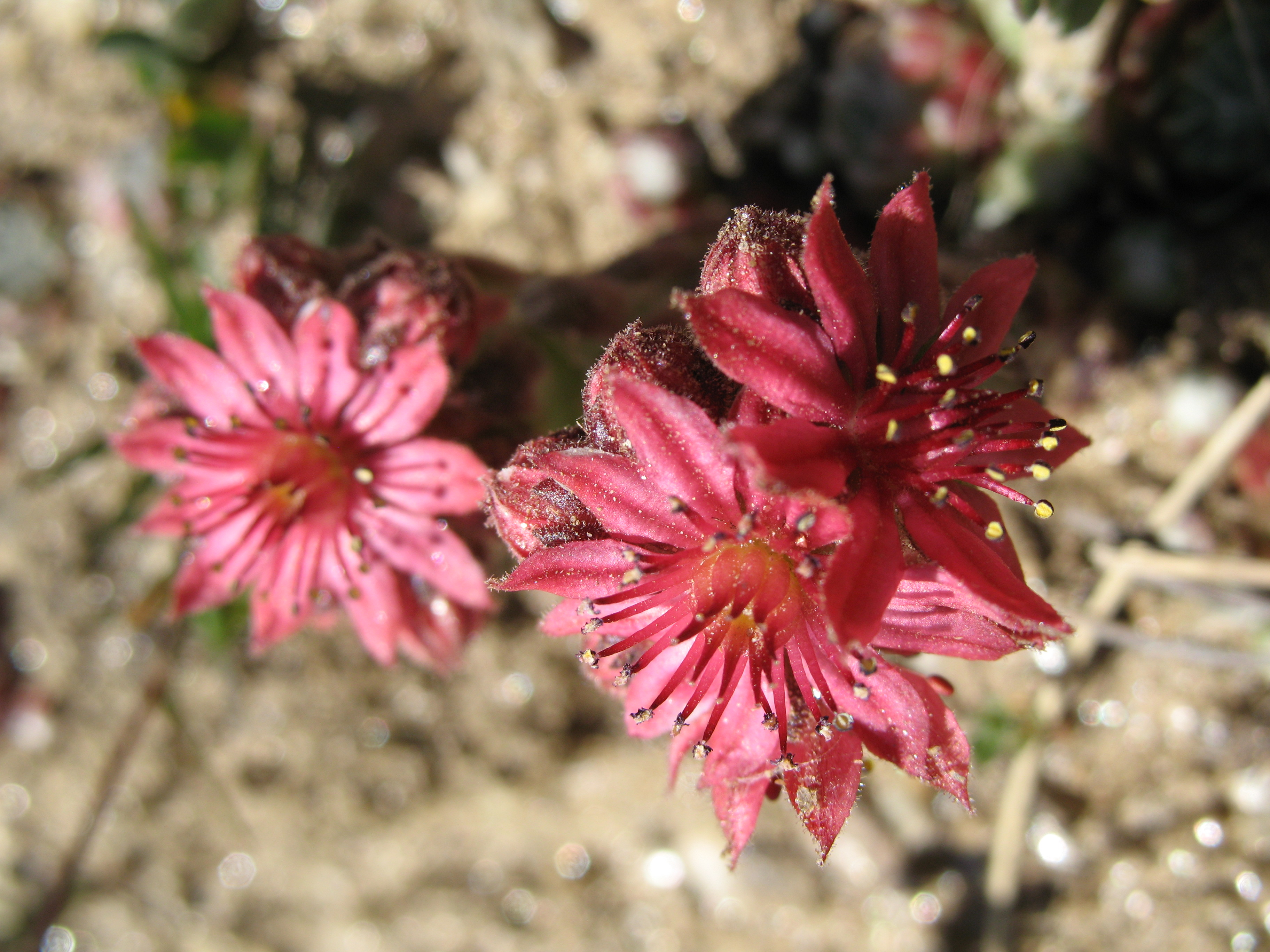
Květena .

## Observatoř
Výška vědecké stanice (kopule) je 3 135 m n. m.
Astronomická observatoř na Gornergratu byla zprovozněna koncem roku 1960 ve dvou kopulích na hotelu Gornergrat. Prostory jsou pronajaté od společnosti Burgergemeinde Zermatt, který je sama členem nadace HFSJG.
Jižní observatoř (kopule) na Gornergratu je pronajata univerzitě v Kolíně nad Rýnem v Německu již od roku 1984. Observatoř představuje 7,5 m kopuli, počítačové místnosti, dílny, dvě ložnice, kuchyň a koupelnu. Radioteleskop dodala I. Physikalisches Institut der Universität Köln, jedná se o špičkový 3 m radioteleskop.
Severní observatoř (kopule) byla v letech 1974–2005 pronajala italské Consiglio Nazionale delle Ricerche (CNR) v Římě a provozoval ji Istituto di Radioastronomia (IRA-CNR). Severní observatoř se skládá z 7,5 m kopule a dvou počítačových místností. Instalovaný vědecký infračervený dalekohled (viz Infračervené záření) v kopuli je CNR/CAISMI s 1,5 m zrcadlem.
Obě observatoře jsou otevřeny pro hosty a výzkumné pracovníky. Kromě těchto dvou observatoří provozuje Physikalisches Institut Univerzity of Bern laboratorní měření na terase Belveder, kde se provádí měření slunečních neutronů. Tento přístroj byl instalován ve spolupráci s Solar-Terrestrial Environment Laboratory of the Nagoya University z Japonska a je základním kamenem evropské celosvětové sítě solárních neutronových detektorů.

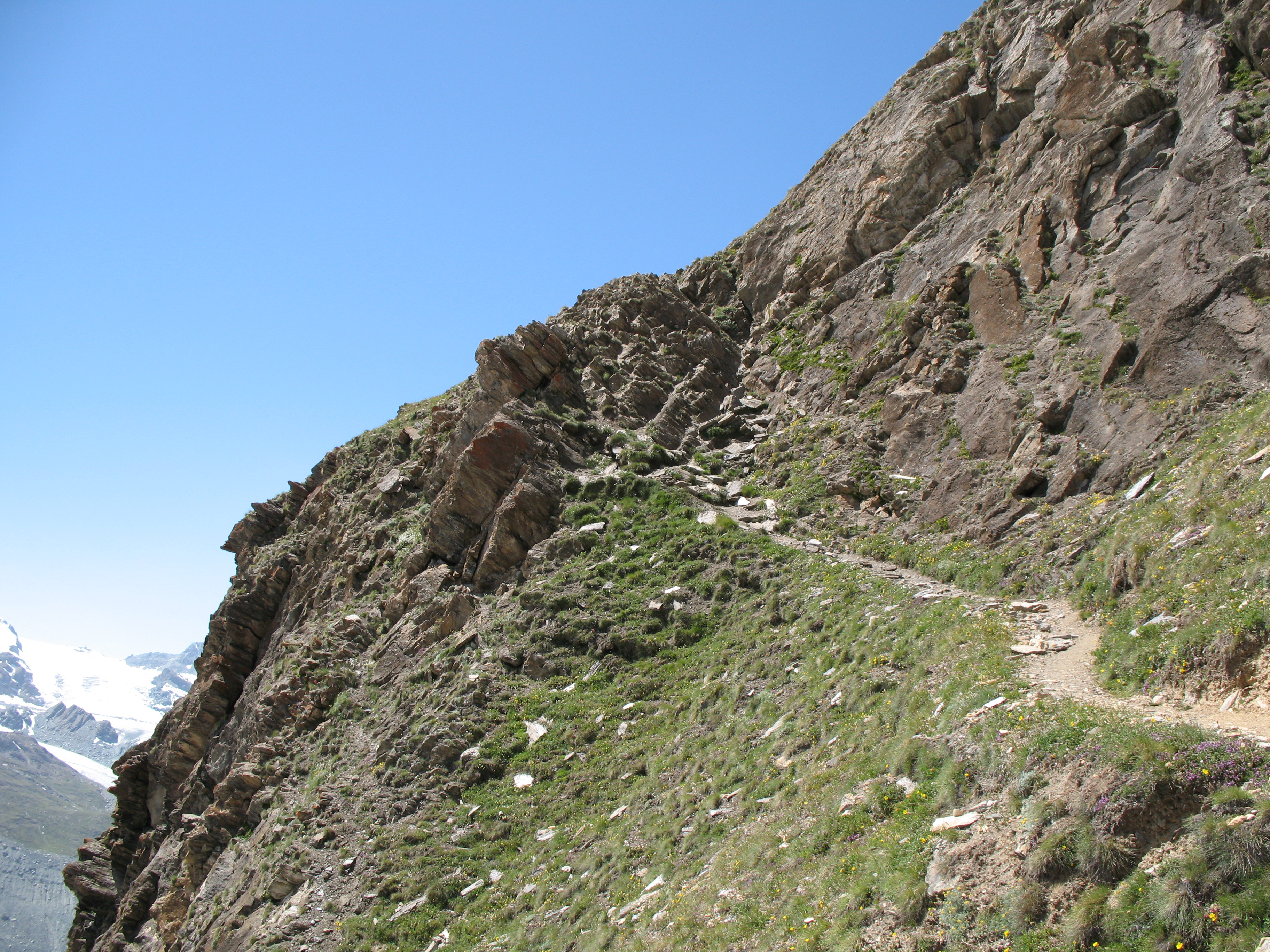
Úbočí Gornergratu

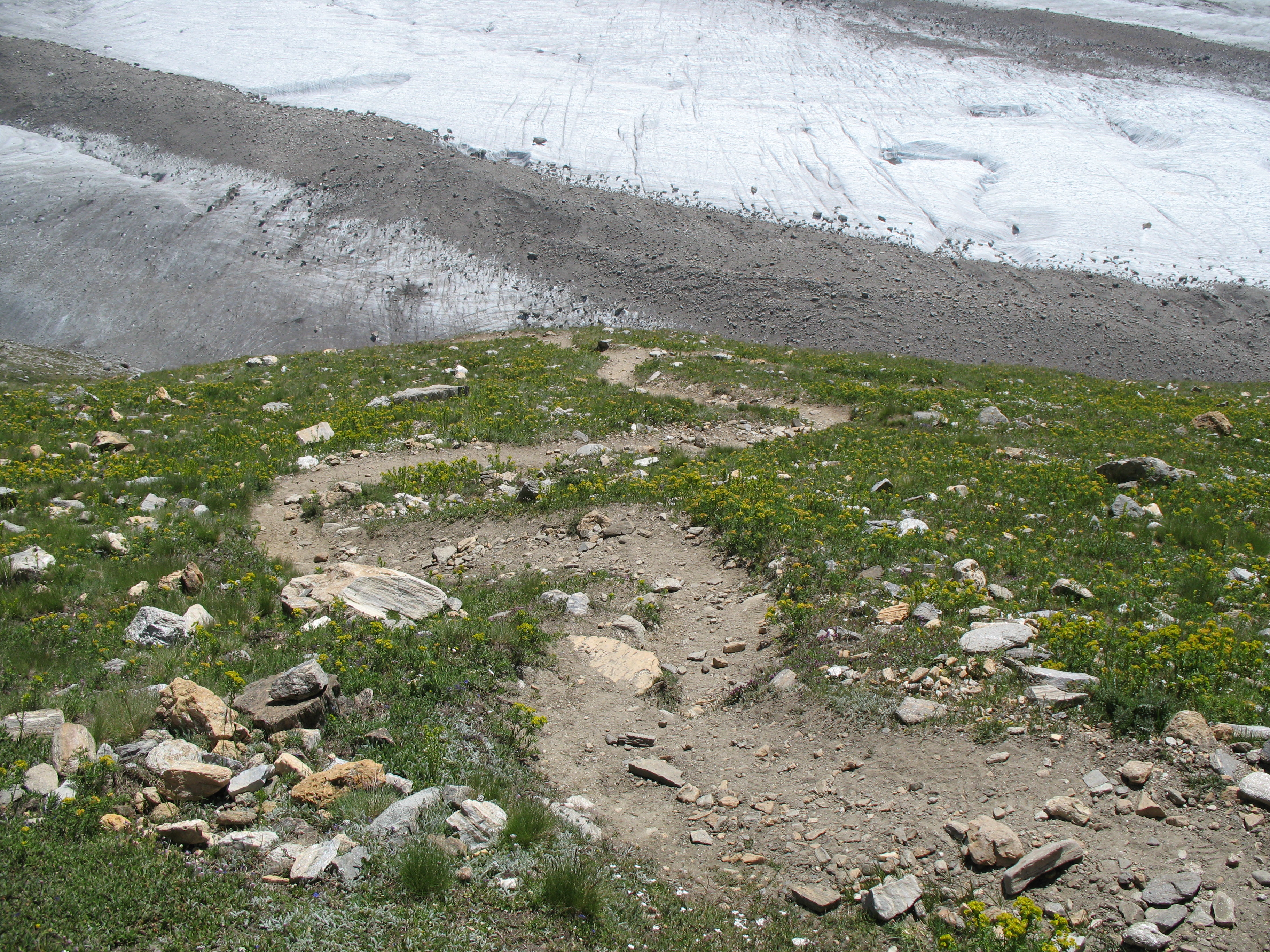
Úbočí Gornergratu

### Výzkumné projekty

#### KOSMA
Projekt: KOSMA - Kölner Observatorium für Submillimeter und Millimeter Astronomie
Institut: I. Physikalisches Institut der Universität Köln
Informace: http://www.ph1.uni-koeln.de

#### SONTEL
Projekt: SONTEL - Solar Neutron Telescope at Gornergrat
Institut: Physikalisches Institut, University of Bern
Informace: http://cosray.unibe.ch

#### TIRGO
Projekt: TIRGO - Telescopio Infrarosso del Gornergrat (do roku 2005)

## Historie vědecké stanice
| rok         | událost |
| 1966 - 1967 | Výstavba sluneční observatoře na severní věži hotelu pro Astronomical Institute of the University of Oxford (prof. DE Blackwell). |
| 1966 - 1967 | Výstavba astronomické observatoře na jižní věži hotelu pro Centre National Français de la Recherche Scientifique (CNRS) a Observatoire de Geneve (Proff. J. Lequeux and M. Golay). Astronomické kopule s 40 cm dalekohledem byly používané do té doby pouze na Jungfraujoch. |
| 1973        | Vzhledem k finančním problémům musí Prof. D.E. Blackwell zastavit sluneční pozorování. V zájmu zachování Gornergratu jako pozorovací místa pro astronomy, International Foundation High Altitude Research Station Jungfraujoch, observatoř Sphinx, přebírá dvě observatoře na Gornergratu. Proto dochází ke změně názvu na 'Mezinárodní nadaci pro výzkum vysoké nadmořské výšky stanic Jungfraujoch a Gornergrat (International Foundation High Altitude Research Station Jungfraujoch and Gornergrat HFSJG). |
| 1974        | Itálie, zastoupená 'Consiglio Nazionale delle Richerche', se stává členem nadace pro výzkum. |
| 1974 - 1975 | Výstavba nové 7,5 m kopule na jižní věži pro Institut National d’Astronomie et de Géophysique a 1 m 'Marly' dalekohledu pro Observatoire de Lyon. |
| 1974 - 1975 | Observatoř Gornergrat, severní kopule je pod správou italské Consiglio Nazionale delle Richerche. |
| 1975 - 1976 | Výstavba nového 7,5 m kopule na severní věži. |
| 1979        | Instalace 1,5 m dalekohledu na Gornergratu v severní kopuli, italské 'Consiglio Nazionale delle Richerche'. |
| 1979        | Železnice Gornergrat-Monte Rosa se připojuje k Mezinárodní nadaci pro výzkum vysoké nadmořské výšky stanic Jungfraujoch a Gornergrat (International Foundation High Altitude Research Stations Jungfraujoch and Gornergrat). |
| 1985        | 1 m dalekohled 'Marly' je demontován a převezen zpět do Lyonu. |
| 1986        | 1. Physikalisches Institut der Universität Köln buduje novou kopuli na jižní věži a instaluje 3 m radioteleskop (Kosmy). |
| 1991        | Horská oblast Burgergemeinde Zermatt oficiálně přistoupila k Mezinárodní nadaci pro výzkum vysoké nadmořské výšky stanic Jungfraujoch a Gornergrat. |
| 1996        | Deutsche Forschungsgemeinschaft (DFG) sponzoruje výměnu starého 3metrového reflektoru dalekohled na jižní věži a výměnu za nový, postaveným pro práci v krátkých vlnových délkách (=< 600 µm), submilimetrové rozsahu. Povrchová přesnost 20 µm RMS umožňuje pozorování v kmitočtovém pásmu do 900 GHz. |
| 1998        | Instalace aparatury pro detekci solárních neutronů v kontejnerové laboratoři na terase Belveder Physikalisches Institut, University of Bern a Solar-Terrestrial Environment Laboratory, Nagoya University, Japan |
| 2001        | Projekt SMART, první měření duální submilimetrové frekvence SIS. |
| 2005        | Budovy na Gornergratu, které jsou majetkem Burgergemeinde Zermatt Gornergrat Bahn procházejí kompletní rekonstrukci. Ukončení projektu TIRGO. |